# AMC (televisiezender)
AMC is een Amerikaanse televisiezender. De naam stond tot 2003 voor American Movie Classics en werd na een herprogrammering in AMC omgedoopt.
De zender is eigendom van AMC Networks (tot 2011 bekend als Rainbow Media Holdings, LLC) en zendt sinds 1 oktober 1984 uit. De zender begon als betaaltelevisiezender met het uitzenden van oude films in de middag en avond. In 1989 had de zender 39 miljoen abonnees en vanaf 1 december 1990 ging AMC vierentwintig uur per dag uitzenden. Vanaf dat moment bracht de zender ook een festival dat tot doel had geld in te zamelen om oude films te digitaliseren. Vanaf 1996 had de zender met Remember WENN zijn eerste eigen originele televisieserie. Ook waren er thema's rond spannende films als de Monsterfest marathon die een week duurde en Fear Friday. De zender zond veel oude zwart-witfilms uit zonder reclameonderbrekingen. Vanaf 2002 veranderde het format van de zender. AMC ging ook meer recentere films uitzenden met reclame en bracht de oude zwart-witfilms onder in een apart pay-per-view-kanaal AMC's Hollywood Classics. Ook ging de zender meer series uitzenden waaronder vanaf 2007 het succesvolle Mad Men. AMC ging zo meer op de overige betaalzenders als Showtime en HBO lijken. AMC was tot 2011 onderdeel van Cablevision. Zowel AMC als Cablevision is in handen van de mediamagnaat Charles F. Dolan. Thans heeft de Dolan-familie 66 % in handen van AMC. AMC nam in 2014 ChelloMedia van Liberty Global over. Op 5 november 2014 doopte het de MGM-zender om in AMC. Alleen in de Verenigde Staten, Canada en Duitsland blijft de MGM-zender bestaan, aangezien die in handen is van MGM zelf.
Op 1 januari 2019 is AMC Channel gestopt met uitzenden in Nederland en België.

## Originele series
| Titel                       | Start | Aantal seizoenen | Huidig seizoen | Aantal afleveringen | Emmy's gewonnen | Emmy- nominaties | Status                 |
| --------------------------- | ----- | ---------------- | -------------- | ------------------- | --------------- | ---------------- | ---------------------- |
| Remember WENN               | 1996  | 4                | X              | 56                  | 1               | 5                | Beëindigd in 1998      |
| The Lot                     | 1999  | 2                | X              | 16                  | 0               | 0                | Beëindigd in 2001      |
| Shootout                    | 2003  | 5                | X              | 192                 | 0               | 0                | Beëindigd in 2008      |
| Movies That Shook the World | 2005  | 1                | X              | 13                  | 0               | 0                | Beëindigd in 2005      |
| Broken Trail                | 2006  | 1                | X              | 2                   | 3               | 6                | Beëindigd (miniseries) |
| Mad Men                     | 2007  | 5                | X              | 52                  | 14 (4)          | 68 (4)           | Beëindigd in 2015      |
| Breaking Bad                | 2008  | 5                | X              | 62                  | 6 (0)           | 16 (2)           | Beëindigd in 2013      |
| The Prisoner                | 2009  | 1                | X              | 6                   |                 |                  | Beëindigd (miniseries) |
| Rubicon                     | 2010  | 1                | X              | 13                  | 0               | 1 (0)            | Beëindigd in 2010      |
| The Walking Dead            | 2010  | 8                | 8              | 117                 | 1               | 3 (0)            | Huidig programma       |
| The Killing                 | 2011  | 3                | X              | 13                  | 0               | 6 (0)            | Beëindigd in 2013      |
| Hell on Wheels              | 2011  | 3                | 3              | 30                  | 0               | 0                | Huidig programma       |
| Halt and Catch Fire         | 2014  | 1                | 1              | 5                   | 0               | 0                | Huidig programma       |
| Better Call Saul            | 2015  | 3                | 4              | 30                  | 0               | 0                | Huidig programma       |

(*) = Aantal nominaties/gewonnen Emmy's voor beste dramaserie